# キッド級ミサイル駆逐艦
キッド級ミサイル駆逐艦（キッドきゅうミサイルくちくかん、英語: Kidd-class guided missile destroyers）は、アメリカ海軍のミサイル駆逐艦の艦級。アメリカ合衆国で開発されていたスプルーアンス級駆逐艦の防空艦派生型の設計に基づいて帝政イラン海軍が発注したものの、イラン革命によってキャンセルされた艦をアメリカ海軍が買い取って建造を継続・就役させたものである。
イージス艦実用化前夜、有力な防空艦として活躍したものの、イージス艦の増勢に伴って相対的な陳腐化が指摘され、1999年に運用を終了した。その後、2006年までに全艦が中華民国（台湾）に売却されて、基隆級駆逐艦（Kee Lung-class destroyers）として運用されている。

## 来歴
1970年代、パフラヴィー朝統治下のイラン海軍は、大戦世代のバトル級駆逐艦やアレン・M・サムナー級駆逐艦を主力としていたものの、アレン・M・サムナー級にはスタンダード艦対空・艦対艦ミサイル発射機を搭載し、また1971年から1972年にかけてイギリス製のサーム級フリゲートを導入するなど、順次に更新強化を図っていた。またこの時期のイランは、モハンマド・レザー・パフラヴィー国王の親欧米路線と潤沢なオイルマネーを背景に軍備拡張を進めており、空軍にはF-14戦闘機、陸軍にはM60A1戦車などの新鋭兵器が導入されていたが、海軍も、インヴィンシブル級軽空母にも興味を持つなど、大規模な戦力強化を検討していた。
この一環として、1973年頃より防空の中枢となる巡洋艦の保有が検討されはじめていた。当時アメリカでは、DX計画のもとで、画期的な対潜艦たるスプルーアンス級駆逐艦の建造に着手するとともに、同級とファミリー化した防空艦（DXG）の計画を検討していた。帝政イラン海軍はこのDXGに着目し、1974年に6隻を発注したが、船価が1隻あたり3億3,000万USドルに高騰したこともあり、1978年3月23日に5・6番艦はキャンセルされた。そして1979年にイラン革命が発生し、イスラム共和制に移行すると、新政府はこのような艦を必要としていなかったことから、2月3日に最初の2隻が、3月31日には残る2隻もキャンセルされた。
しかし最初の3隻は既に起工されており、4番艦も建造準備が進められた状態であり、一から建造を始めるよりは遥かに安上がりに艦を入手できる状態となっていた。もともとアメリカ海軍が検討しつつ実現できずにいたDXGの設計を流用した艦でもあったことから、これら4隻の建造はアメリカ海軍によって引き継がれることとなり、調達費は1979年度補正予算としてアメリカ議会を通過、7月25日に購入された。これが本級である。取得費は4隻の合計で13億5,000万ドルであったが、同年度本予算のオリバー・ハザード・ペリー級ミサイルフリゲートが6隻で12億ドルであったことを考慮すると安い買い物であった。

## 設計

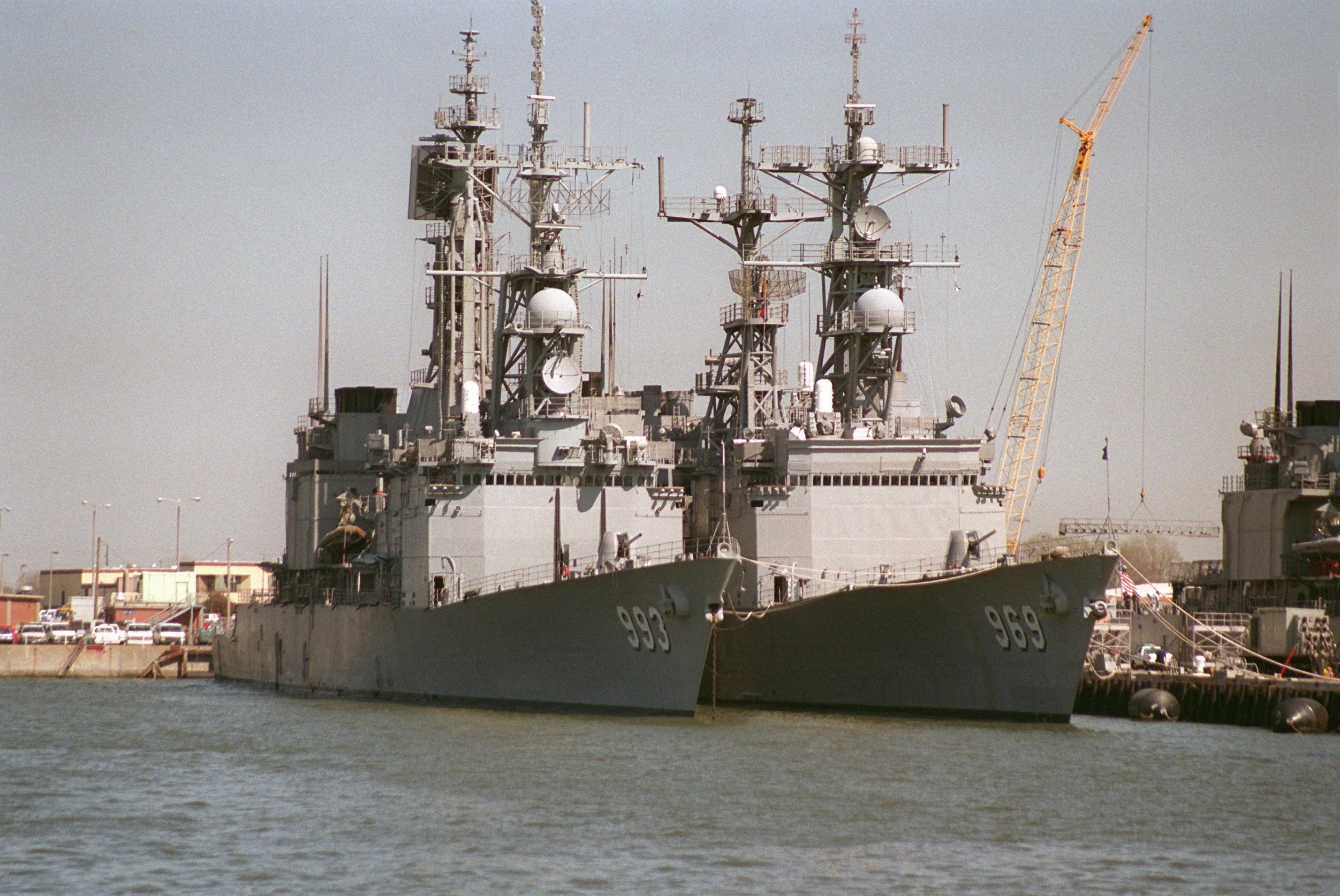
「キッド」（左）とスプルーアンス級「ピーターソン」（右）

上記の経緯より、本級は基本的に、スプルーアンス級を元に防空艦として設計を修正したものであり、遮浪甲板船型を元に艦尾を切り欠いた長船首楼船型やモジュラー化された設計も踏襲された。ただし帝政イラン海軍の要求に従ってケブラーやアルミニウム合金による装甲を追加し、またペルシア湾を主な行動海面として想定していることから、空気調和設備を充実させたほか、砂嵐への対策としてフィルターも強化されている。これらの設計変更により、元になったDXGの設計と比して排水量は1,000トン増加している。
船体がスプルーアンス級とほぼ同設計であることから、主機も同級の構成が踏襲され、ゼネラル・エレクトリック LM2500ガスタービンエンジン4基をCOGAG方式で組み合わせて可変ピッチ・プロペラ2軸を駆動する構成とされた。また当初からDXGへの発展を見込んで余裕を持たせていたことから、電源も同級と同じく、出力2,000キロワットのアリソン501Kガスタービン発電機3基という構成になった。

## 装備
上記の経緯より、装備はいずれもDXG計画、およびこれから派生したバージニア級原子力ミサイル巡洋艦に準じた構成となっており、海軍戦術情報システムの戦術情報処理装置を中核として統合されたシステム艦を構成している。

### C4ISR

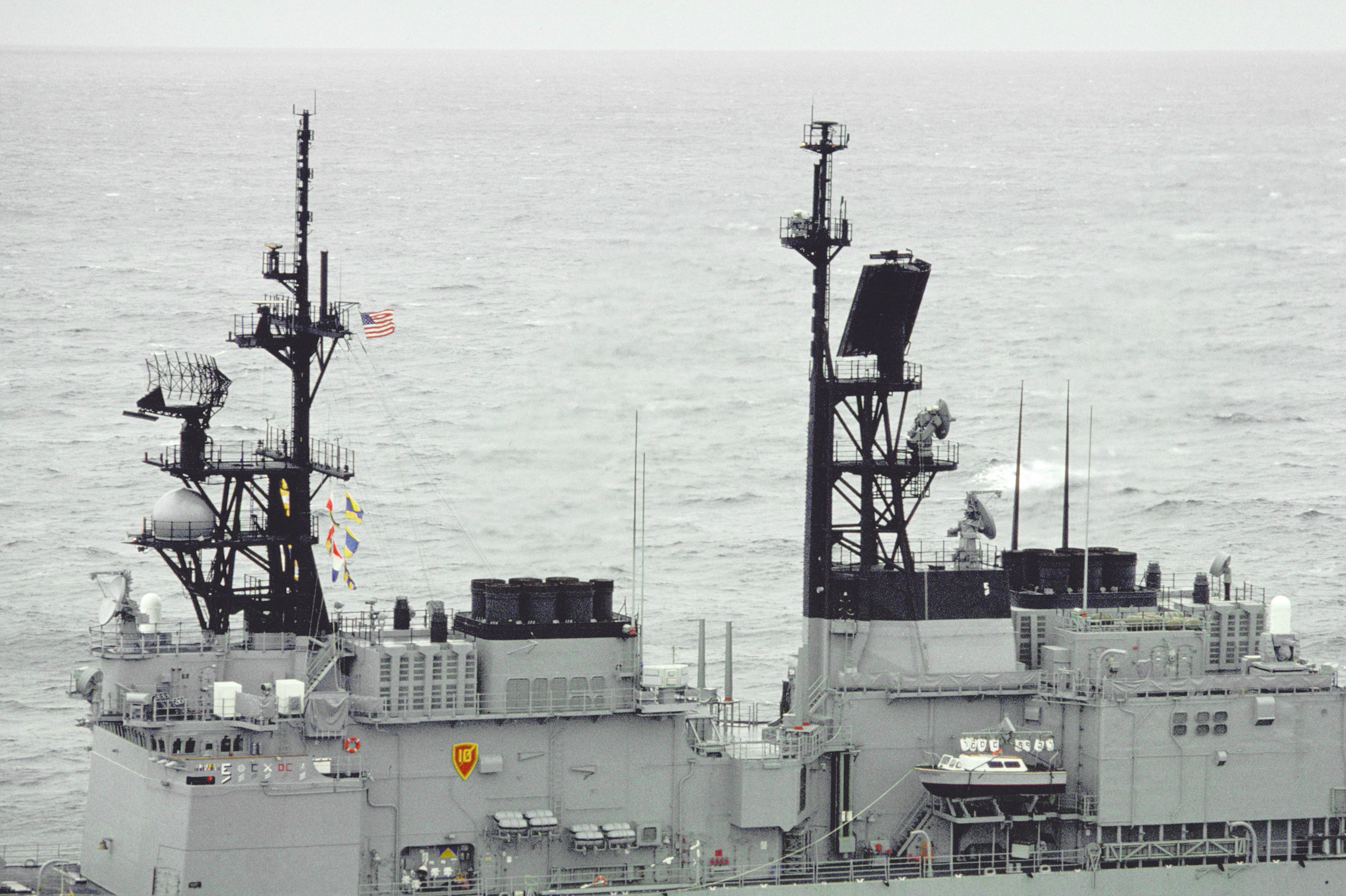
改修後のマスト。
AN/SPG-60が後檣に移設され、空いたスペースにAN/SPS-49が追加されている。また、AN/SPS-48の設置場所も高くなっている。

上記の通り、本級は海軍戦術情報システム（NTDS）の戦術情報処理装置を搭載しており、リンク4A、11、14での戦術データ・リンクに対応する。電子計算機としてはスプルーアンス級と同様にAN/UYK-7を採用した。なお本級では、NTDSの主計算機として4ベイのAN/UYK-7を搭載するとともに、武器管制システム（WDS Mk.13 mod.0）用の電子計算機として1ベイのAN/UYK-7も併載していたが、このようにWDS用の電子計算機を分離するのは他に類のない構成であった。NTU（New Threat Upgrade）改修の際に主計算機はAN/UYK-43に更新され、ソフトウェアも、従来のNTDSのソフトウェアを元にAN/UYK-43で実行できるように書き直したRNTDS（restructured NTDS）に更新された。またこの際に、WDSもMk.14 mod.5に更新された。なおRNTDSはACDSブロック0とも称されており、後には更にACDSブロック1レベル1に更新された。
対空センサーとして、後檣にAN/SPS-48C 3次元レーダーを搭載した。ここはスプルーアンス級では2次元式のAN/SPS-40が設置されていたが、設計段階から、DXGとして設計変更した場合にはSPS-48を搭載できるように所定の強度が確保されており、当初計画通りの装備変更となった。また後のNTU改修の際に、これをSPS-48Eに更新するとともに、前檣に2次元式のAN/SPS-49(V)2を追加した。これらの情報を統合するAN/SYS-2統合自動探知追尾システムも搭載された。
ソナーはAN/SQS-53Aをバウ・ドームに収容して搭載した。長距離探知が可能な戦術曳航ソナーの後日装備も検討されていたが、実現しなかった。
電子戦装置としては、当初は電子戦支援用のAN/SLQ-32(V)2電波探知装置を備えていたが、後にサイドキック改修を受けて(V)5にバージョンアップした。

### 武器システム

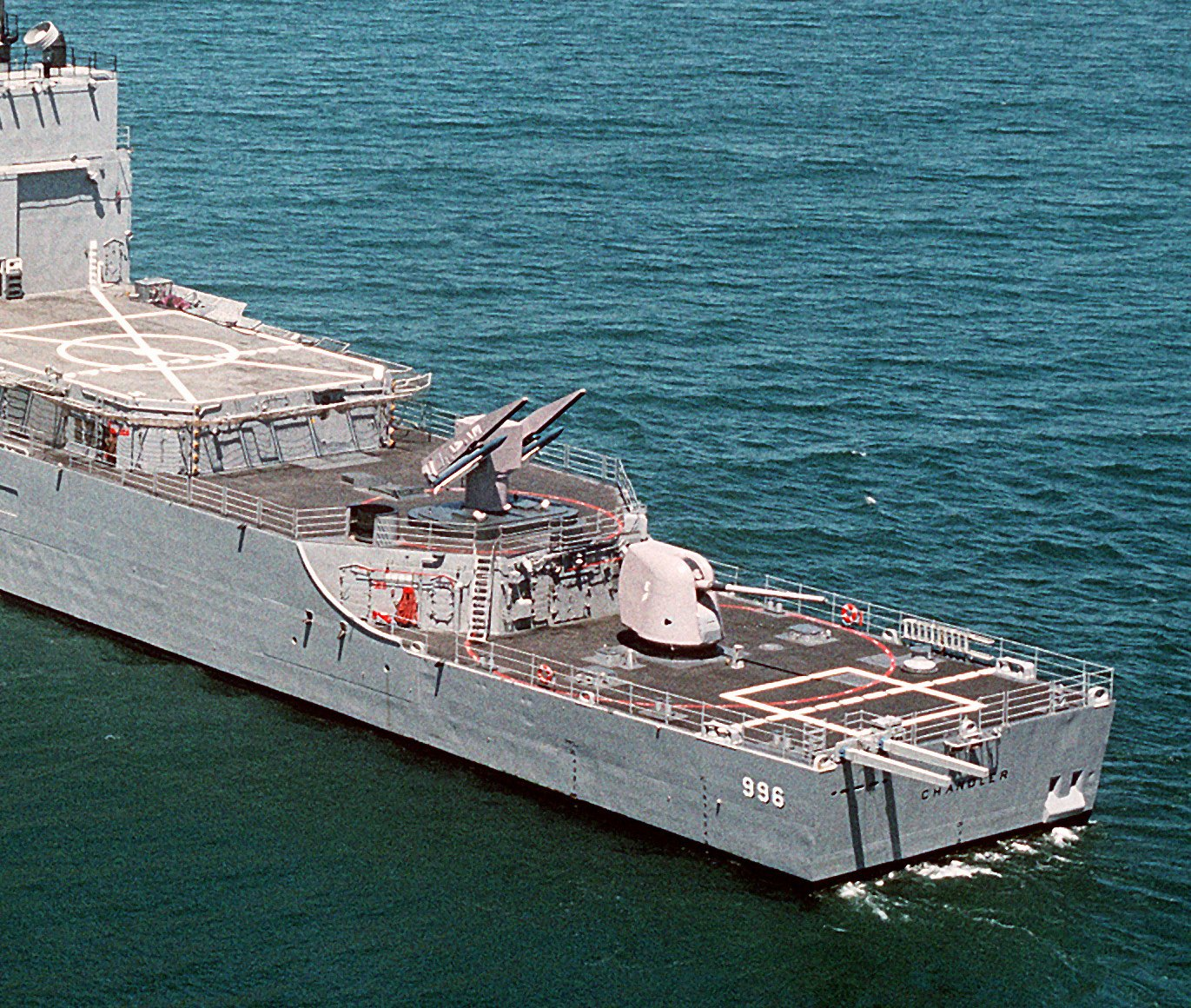
船体後部のMk.26発射機と5インチ砲

防空艦としての本級の主兵装となるのがターター・システムである。本級の搭載システムは、カリフォルニア級原子力ミサイル巡洋艦で装備化されたものと同系統の、デジタル化されたターター-Dであり、NTDSおよびWDSと連接されている。それぞれAN/SPG-51D火器管制レーダーを1基ずつ備えたMk.74 ミサイル射撃指揮装置（NTU改修によりmod.15にバージョンアップ）を2基搭載しているほか、艦砲のためのMk.86 砲射撃指揮装置のAN/SPG-60火器管制レーダーもミサイルの誘導に使用できることから、同時に3個の目標と交戦できる。
ミサイル発射機としては、バージニア級で採用された新しい連装のMk.26が搭載された。その搭載位置は、スプルーアンス級でアスロック用のMk.16 GMLSが搭載されていた艦橋前の前甲板とシースパロー用のMk.29 GMLSが搭載されていた艦尾側の2か所である。なお、前甲板のものは24発装填可能なMod.3、後部のものは44発装填可能なMod.4であり、また後部のMod.4についてはアスロックの運用に対応した。これらから運用される艦隊防空ミサイルとしては、当初はSM-1MRが搭載されていた。
その後1988年より、NTU（New Threat Upgrade）改修が開始された。これによって電子機器は上記の通りに更新され、ミサイルもSM-2MRの運用に対応した。これに伴い、SYR-3393中間誘導装置4基も搭載されている。なおNTU改修艦については「貧者のイージス艦」と通称されているが、特にSPS-48Eのアンテナが旋回式で即応性に劣ることから、シースキマーへの応答時間はAN/SPY-1Dレーダー搭載艦の4倍程度かかるものと見積もられていた。
なお艦砲はスプルーアンス級の構成が踏襲され、54口径127mm単装砲（Mk.45 5インチ砲）を船首楼甲板と船尾甲板に1門ずつ搭載した。対艦兵器も同様で、ハープーン艦対艦ミサイルの4連装発射筒2基を艦中部に搭載した。対潜兵器は、アスロック対潜ミサイルと324mm3連装短魚雷発射管（Mk.32 mod.5）という基本構成は同様だが、本級ではアスロックの専用発射機は搭載されず、艦対空ミサイル用のMk.26発射装置で兼用するかたちとなっている。

### 航空機
艦載ヘリコプターとしては、SH-2シー・スプライトLAMPS Mk.Iを搭載し格納庫は2機分が用意されていた。
台湾海軍では、SH-60B シーホークLAMPS Mk.IIIを基にしたS-70C(M)サンダーホークへ変更された。 

## 同型艦

### 一覧表
全艦インガルス造船所で建造された。アメリカ海軍での艦名は、いずれも太平洋戦争中に戦死した少将の名にちなんでいる。
| アメリカ海軍 | アメリカ海軍              | アメリカ海軍    | アメリカ海軍   | アメリカ海軍    | アメリカ海軍    | 中華民国海軍 | 中華民国海軍  | 中華民国海軍 |
| 艦番号       | 艦名                      | 起工            | 進水           | 就役            | 退役            | 艦番号       | 艦名          | 再就役       |
| ------------ | ------------------------- | --------------- | -------------- | --------------- | --------------- | ------------ | ------------- | ------------ |
| DDG-993      | キッド USS Kidd           | 1978年 6月26日  | 1979年 8月11日 | 1981年 3月24日  | 1998年 3月12日  | DDG-1803     | 左営 Tso Ying | 2006年 11月  |
| DDG-994      | キャラハン USS Callaghan  | 1978年 10月23日 | 1979年 12月1日 | 1981年 8月29日  | 1998年 3月31日  | DDG-1802     | 蘇澳 Su Ao    | 2005年 12月  |
| DDG-995      | スコット USS Scott        | 1979年 2月12日  | 1980年 3月1日  | 1981年 10月24日 | 1998年 12月11日 | DDG-1801     | 基隆 Kee Lung | 2005年 12月  |
| DDG-996      | チャンドラー USS Chandler | 1979年 5月7日   | 1980年 6月28日 | 1982年 3月13日  | 1999年 9月23日  | DDG-1805     | 馬公 Ma Kong  | 2006年 11月  |

### 運用史

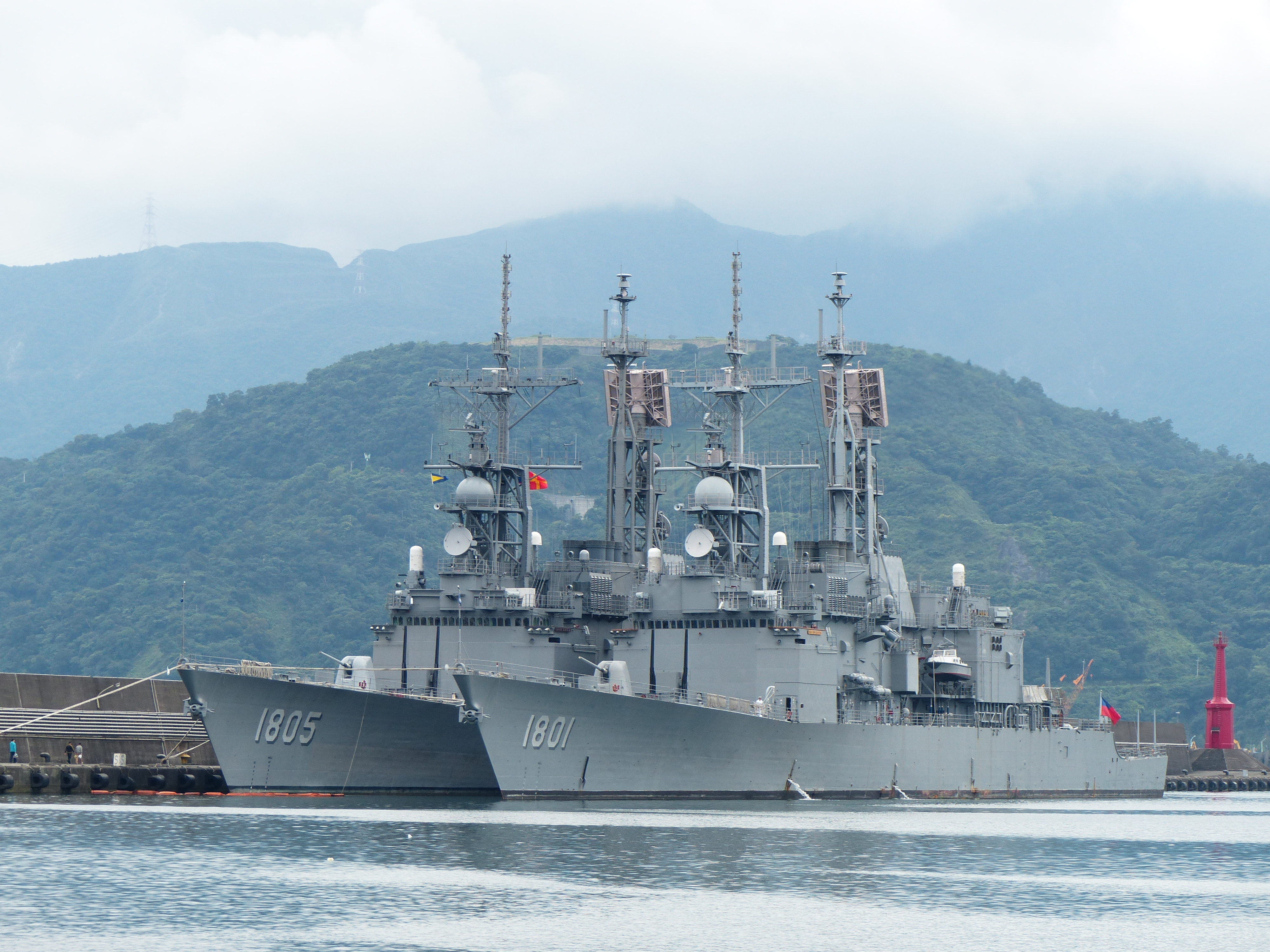
中華民国海軍に引き渡された「基隆」と「馬公」

アメリカ海軍での運用は1998年から1999年にかけて終了した。退役後は、高価なイージスシステムより劣るが、手ごろな艦隊防空能力を有するため、ギリシャ海軍やオーストラリア海軍が興味を示したが、費用対効果の問題などで導入を断念。結局、中華人民共和国への配慮から引渡しを見送ったイージス艦の代わりとして、中華民国に売却された。8億ドルをかけて再就役および改修が行われた。
2005年12月17日には、「基隆」（旧USS Scott）と「蘇澳」（旧USS Callaghan）の2艦の就役式典が台湾北部の基隆港で行われた。2006年11月には残る2艦の「左営」（旧USS Kidd）と「馬公」（旧USS Chandler）が中華民国海軍へ引き渡された。またこの際に、SM-2ブロックIIIA艦対空ミサイル248発およびハープーン・ブロックII（RGM-84L）32発も引き渡された。これらはNTU改修によって強化された状態を保っている。ただし、RUR-5型アスロックは旧式化に伴って1990年代に退役、後継のRUM-139型垂直発射アスロックは垂直発射装置専用のため、キッド級が台湾に引き渡された時点ではアスロックの運用能力は削除された。